# Gibsonoma bararakae
Gibsonoma bararakae is een vliesvleugelig insect uit de familie Eurytomidae. De wetenschappelijke naam is voor het eerst geldig gepubliceerd in 1952 door Risbec.